# Реформи на Ататюрк
Реформи на Ататюрк (на турски: Atatürk Devrimleri) са поредица от кардинални политически, законодателни, културни, социални и икономически реформи в Турция от началото на 20 век, които имат за цел да превърнат новосъздадената Република Турция в светска, съвременна национална държава. Осъществени са под ръководството на Мустафа Кемал Ататюрк и според идеологията на кемализма. Водеща е идеята, че за да се модернизира, турското общество трябва да се европеизира по западен образец в политическо и културно отношение. Политическите реформи включват фундаментални промени в институциите, които слагат край на много традиции и следват конкретна програма, за да разрушат създаваната с векове сложна съществуваща система.
Реформите започват с модернизиране на конституцията от 1921 г. и замяната ѝ с нова през 1924 г., основана на европейските идеи и норми, както и с адаптирането на европейско законодателство към нуждите на турската република. Следваща стъпка е повсеместна секуларизация и модернизация в администрацията, с особено внимание върху образованието. На турски реформите се наричат Atatürk Devrimleri, буквално Революции на Ататюрк. Те са толкова радикални, че често са посрещани с неразбиране и съпротива от обществото и се реализират основно благодарение на еднопартийната власт на кемалистите и силния военен контрол в страната.
В исторически план реформите на Ататюрк продължават реформаторския период Танзимат (реорганизация) на Османската империя, протекъл между 1839 и 1876 г. и завършил с приемането на първата конституция на Турция през 1876 г. Към края на 20 век с началото на кандидатстването на Турция за член на Европейския съюз на 14 април 1987 г. е предприета друга серия от социални, икономически и административни реформи.

## Цели

### Реформиране на исляма
Османската империя е ислямска държава, в която държавният глава – султанът, е също така и халиф на Османския халифат. Социалната система е организирана около системата на миллетите. Тази структура позволява значителна степен на религиозна, културна и етническа приемственост в обществото, но същевременно насърчава вграждането на религиозната идеология в административната, политическата и икономическата системи. Този начин на живот би могъл да се дефинира като ислямизъм (политически ислям) така: „ислямът трябва да ръководи социалния и политическия, както и личния живот“.
В групата на елита, която обсъжда бъдещото развитие, се оформят две течения, които имат много общи основни цели: „реформатори на исляма“ и „про-западни“. Някои светски интелектуалци, а дори и реформаторски настроените мюсюлмански мислители, възприемат възгледа, че социалният прогрес в Европа настъпва след протестантската Реформация, както пише например Франсоа Гизо в Histoire de la civilisation en Europe (1828). Реформаторите-мюсюлмани стигат до извода, че реформата на исляма е неизбежна. Други, като Абдула Джевдет и Кълъчзаде Исмаил Хакъ, които са про-западно настроени, са вдъхновени по-скоро от последвалото маргинализиране на религията в европейските общества. За тях реформираната религия само временно играе ролята на инструмент за модернизиране на обществото, след което трябва да бъде елиминирана от обществения живот и да се ограничи до личния. Една директна атака срещу религията в преобладаващо мюсюлманското общество би била безразсъдна, но една прекроена версия на исляма би могла да служи като проводник на прогреса и просвещението. Заслугата на Ататюрк е, че успява да разшири обхвата на общата кауза и да поеме пътя на бързите реформи. Тяхното осъществяване оказва значително влияние сред ислямския свят и едно от последствията им е отмяната на Османския халифат през 1924.)
Голяма част от обществото отхвърля новаторските идеи като бълнуване на незначителни интелигенти, а религиозната върхушка ги обявява за ерес, но след победата през 1922 и провъзгласяването на република необходимите условия за провеждането на реформите стават факт.

### Про-западна ориентация
Младотурците и други турски интелектуалци си поставят въпроса какво трябва да бъде отношението на империята към Запада (има се предвид християнска Европа), който е символ на интелектуален и научен напредък и може да служи като модел за бъдещото развитие на страната. Реформаторите отговарят на този въпрос така: Турция трябва да се учи от Запада.

## Политически реформи
Отделните елементи на политическата реформа се въвеждат постепенно. Едва през 1935 г. техният последен стадий премахва последното позоваване на исляма и политическата система става светска и демократична република, в която суверен е народът (съответно членове 2.1, 1.1 и 6.1 от конституцията), който възлага упражняването на властта на еднокамерен парламент (към 1935), турското Велико Национално Събрание (на турски: Türkiye Büyük Millet Meclisi). В конституцията са заложени също принципът на национализма, разделението на държавата от религията, социалното равенство, равенството пред закона и неделимостта на републиката и турската нация. По този начин е основана унитарна национална държава (към 1935), основана на принципите на светската демокрация. Съществува и разделение на властите между законодателна, изпълнителна и съдебна (съответно членове 7.1, 8.1 и 9.1 от конституцията), като разделението между съдебната власт и останалите две е по-стриктно, отколкото между законодателната и изпълнителната власти.

### Конституция
Турската конституция от 1921 г., ратифицирана от Великото национално събрание през януари 1921 г., е основен закон до 1924 г. Тя е кратък документ и съдържа само 23 члена. Основната движеща сила за написването ѝ е да се премахне абсолютната власт на султана. Тя служи също и като законова основа за турската война за независимост от 1919 – 1923, защото отхвърля принципите на Севърския договор от 1918, подписан от Османската империя, с който значителни турски територии се отстъпват на победителите от Антантата. Турското национално движение, предвождано от Ататюрк и базирано в Анкара, за няколко години успява да удържи решителна победа във войната и изтласква гърците, французите, англичаните, италианците и арменците на няколко фронта, макар че Константинопол е окупиран и през 1923 г. столицата е преместена в Анкара. Така турците успяват да стигнат до нов договор – Лозанския от юли 1923 година. През октомври същата година с поправка в конституцията е създадена Република Турция с президент Мустафа Кемал.
През април 1924 е съставена изцяло нова конституция (конституция от 1924 г.), действала до 1961 г.

### Република
Провъзгласяването на Турската република („Türkiye Cumhuriyeti“) на 29 октомври 1923 г. е най-важната политическа промяна, с която се установява представителна демокрация. До официалното обявяване на републиката Османската империя все още съществува, като запазва свързаното с нея наследство и династичен авторитет. Османската династия е лишена от власт от правителството в Анкара, но нейните традиции и културни символи се зачитат от народа (макар и в по-малка степен сред елита).

### Премахване на султаната, халифата и системата от миллети
На 1 ноември 1922 г. Великото национално събрание премахва Османския султанат и последният султан Мехмед VI напуска страната на 17 ноември на борда на английски военен кораб.
В Османската империя хората от всеки миллет се ползвали традиционно с известна автономност, като избирали свои водачи, събирали свои данъци и живеели съгласно културните си и религиозни закони, като религиозните закони са по-силни от гражданските. За мюсюлманите е характерно, че сред духовниците улеми съществува стриктна йерархия, а първият сред тях носи почетната титла Шейх-ал-Ислам (Sheikh ul-Islam) и играе значителна роля в империята. Той се назначава със султански указ и се избира от средата на кадиите на големите градове. Шейхът издава фатви – писмени тълкувания на Корана, които се ползват с голям авторитет. Шейхът надзирава и прилагането на закона на шариата. След отмяната на султаната в Турция за известно време остава в сила халифатът, защото със същия закон той бива разделен от султаната и за халиф е определен Абдул Меджид II, братовчед на Мехмед VІ. След малко повече от година обаче, на 3 март 1924 г. са отменени халифатът и длъжността шейх-юл-ислям. Всички религиозни въпроси са поверени на гражданска институция – Директорат по религиозните въпроси (на турски: Diyanet İşleri Başkanlığı). Мустафа Кемал предприема тотално отделяне на исляма от държавата и парламентът отменя със закони системата на миллетите и заменя шариатското съдопроизводство с граждански кодекс, изработен по подобие на швейцарския. Имуществото на вакъфите се предава под разпореждане на Главно управление на вакъфите, а религиозната образователна система е заменена с гражданска. Така се премахва изцяло влиянието на духовниците и религията в публичната администрация и управлението се съсредоточава в ръцете на турското националистично правителство в Анкара.

### Партийна система
Мустафа Кемал е основател на Републиканската народна партия, РНП (първоначално Народна партия, 9 септември 1923 г.). Макар че на теория политическата система е многопартийна, до 1946 година тя де факто е еднопартийна поради доминиращото влияние на РНП. Изборите са демократични и многопартийни, но съществуващите практики не позволяват на други партии да печелят и между 1925 и 1945 г. РНП е единствената партия в парламента.

## Реформи в обществения живот
Реформите в обществения живот обхващат най-различни области, като се започне от секуларизацията на обществените институции и изхвърлянето на религията от политиката, премине се през коренна промяна на ролята на жените в обществото и се стигне до по второстепенни, но много важни промени като реформа в облеклото, промяна на фамилиите и въвеждане на международната система за времето, календара и мерните единици.

### Публична сфера
Някои обществени институции имат религиозни аспекти и оказват значително влияние върху обществения живот. Такива са например вековните социални структури, неразривна част от държавната уредба на Османската империя или публичния дискурс. Реформите на кемалистити засягат дълбоко всички тях.

#### Религиозни отличителни знаци
Социалната система в империята има дълбока връзка с религията. Дори облеклото на даден човек показва кои са религиозната група, рангът и професията му. Тюрбанът, фесът, бонето се асоциират с пола, ранга и професията. Начинът на обличане е стриктно регулиран още в началото на управлението на Сюлейман Великолепни през 16 век. Тенденцията се запазва докато в началото на 19 век султан Махмуд II започва да провежда управление, реформаторско и революционно според ориенталските представи. Той следва примера на руския цар Петър I и за да модернизира империята въвежда прогресивни практики с декрети.

Реформите на Ататюрк забраняват участието на религията в политиката, в коренна противоположност на установената вековна практика на върховенство на религията в институциите. Този закон ограничава влиянието на улемите, като въвежда задължително гражданско облекло и провежда курс на европеизация по западен модел, подкрепяйки образованите хора – адвокати, учители, лекари. Опасността кемалистите да бъдат упрекнати в антирелигиозност е избегната, като се атакуват суеверията и ненаучните схващания, защото според тях, „ислямът е срещу всяка форма на невежество (ненаучност)“. Лозунгът им е: 

„Държавата ще се управлява не от суеверия, а от позитивизъм“.

Пример за новия подход е медицинската практика. Кемалистите искат да премахнат религиозните практики на лечение, прилагани от улемите, като отвари, билки и отправяне на молитви и въвеждат глоби срещу тях. През 1925 г. се провежда първият медицински конгрес, и то само няколко дни след като на 27 август Мустафа Кемал се появява публично с европейска шапка на главата и след произнесената от него реч за новия стил в облеклото. След 1923 постепенно се въвеждат официални мерки срещу носенето на религиозни одежди и други религиозни знаци, както и срещу традиционното облекло. Държавните чиновници, както и студентите, са задължени да се обличат по европейски на публични места. Законът за шапките от 1925 г.  въвежда носенето на шапки по западен модел вместо фесове и тюрбани, макар че не забранява изрично носенето на фереджета от жените. Това обаче е направено през 1934 г. с т.нар. Закон за забраненото облекло.
Освен реформата в облеклото, макар и доста по-късно е приет Закон за фамилиите (21 юни 1934 г.). Във връзка с него, Мустафа Кемал приема на 24 ноември от турския парламент фамилията Ататюрк – „баща на турците“. По-късно през същата година са отменени съществуващите дотогава приставки към имена като прозвища и звания (26 ноември 1934 г.)

#### Религиозни практики
Всички издания на Корана в Турция дотогава са на класически арабски език (езикът на богослужение на исляма). Съществували са и други издания, но те не са били публични, например многоезичен Коран на арабски, персийски, турски и латински, изготвен от Acoluthus, Andreas (1654 – 1704) и отпечатан в Берлин през 1701. Основният призив на реформите на Ататюрк е „...да се проповядва религията на турски език на турския народ, който от векове практикува исляма, без да го разбира“ Публикуването на първите преводи на Корана на турски през 1924 г. в Истанбул среща съпротивата на религиозните традиционалисти и затова парламентът инициира създаването на нов, по-качествен превод, придружен с коментари, който е поверен на специалисти.
Промените засягат също и произнасянето на призива към молитва на турски, вместо на арабски. С официална заповед на Дирекцията по религиозните въпроси от юли 1932 г. джамиите в Турция се задължават да четат езана на турски език и това продължава 18 години. Забраната да се чете езан на арабски е премахната на 6 юни 1950 година, след победата на опозицията на изборите.
Реформаторите отхвърлят и присъствието на имам във Великото национално събрание, като настояват молитвите да се произнасят само в джамиите, не и в парламента, с аргумента, че повтарянето на хилядолетните молитви е признак на невежество и изостаналост. Премахнати са и всички намеци за религия в интериора. Единствената петъчна проповед (хутба) на турски държавен глава е произнесена от Ататюрк по време на предизборна кампания

#### Религиозни организации
С отмяната на халифата отпада най-високият религиозно-политически пост. Така мюсюлманските братства, които преди били част от религиозно-политическото представителство чрез религиозните обители и дервишките ордени, остават без ръководство. Нещо повече, самите тези религиозни организации са забранени през 1925 г., като реформаторите се надяват, че елиминирането на присъщото им традиционно религиозно обучение и замяната им със система, в която оригиналните писмени извори са на достъпен език, е в състояние да преобрази исляма, като го отворят за прогреса и ще осъвремени и реформира обществото.

### Равноправие на жените
Мустафа Кемал се обръща директно с призив жените да оглавят борбата за образование:

Към жените: Спечелете за нас битката за образованието и ще се направили повече за страната си от нас. Именно към вас апелирам.
 Към мъжете: Ако оттук насетне жените не започнат да споделят социалния живот на нацията, никога няма да постигнем истинско развитие. Ще си останем непоправимо изостанали, неспособни да застанем на равна нога със западните цивилизации.

В борбата си за равноправие турските жени се отличават от радетелките за същото в другите страни. Вместо да се борят директно за своите основни права и за равенство, те предпочитат да подкрепят реформите на Ататюрк, които пропагандират секуларизация на ценностите и равенство за всички, включително жените.

#### Участие в политическия живот
В традиционното османско общество жените нямат политически права, дори и след Втората конституционна ера от 1908 г. Образованите жени започват да търсят правата си още през първите години на турската република.
Една от тях е Незихе Мухитин (Nezihe Muhittin), която през юни 1923 г. основава първата женска партия, но тя не е узаконена, защото републиката все още не е провъзгласена официално.
След дълга битка жените получават избирателни права в общинските избори през април 1930 г. и всяка жена може да гласува и да бъде избирана на местно ниво. Нужни са още четири години, за да получат пълни избирателни права и това е доста по-рано от други страни. Реформите в турския граждански кодекс, включващи избирателни права за жените, са наречени „пробив не само в рамките на ислямския, но и на западния свят“
На общите избори през 1935 г. в парламента са избрани 18 жени депутатки, докато по същото време жените в редица европейски страни все още нямат избирателни права (в България жените гласуват за първи път през 1938, а в Гърция едва през 1952 г.)

#### Равенство на половете
Равенството на половете се узаконява постепенно между 1926 и 1934 г. с промени в множество нормативни актове и регулации, като много от правата си жените получават за първи път.
Полигамията в Османската империя е позволена при специални обстоятелства и условия. Реформите на Ататюрк я поставят извън закона и така страната става единствена от Близкия изток, отменила полигамията и въвела наказателна отговорност при нарушения с Гражданския кодекс от 1926 г. Максималното наказание е 2 години затвор.
Според ислямските закони при наследяване жената получава само половината от това, което наследява мъжът, докато според новите граждански закони наследяването е на равни начала. Въпреки този напредък, мъжът все още по закон остава глава на семейството, а жените трябва да получат съгласието му, за да пътуват в чужбина.

#### Равенство на работното място
Жените постепенно започват да се образоват и да участват в работната сила. Между 1920 и 1938 г. една десета от всички завършили университет са жени., а през 1930 г. се назначени първите жени – съдии.

## Юридически реформи
В Османската империя при системата на миллетите всяка религиозна общност има право на автономност по отношение на вътрешното си управление, основано на религиозни закони като шариата, католическия Кодекс на католическото право или еврейския Халаха. Реформите в сферата на правото започват още през 1839 с издаването на указа Гюлхански хатишериф който се опитва да сложи ред в юридическата сфера и да направи гражданите равни пред закона. През 1841 г. е въведен наказателен кодекс, а от 1869 до 1877 е предприета кодификация на ислямските закони, основаващи се на шериата, известна като меджеле. Въпреки това, при разпадането на империята се оказва, че юридическите разпоредби не са в състояние да функционират правилно, например все още няма законодателство за семейството и брачните отношения.
Фундаменталните юридически реформи започват с въвеждането на гражданска конституция, пълното разделяне на държава и религия, замяната на ислямските съдилища с граждански и приемането на нови закони, в резултат на които става възможен преходът към светска система на управление. На 8 април 1924 са закрити съдилищата по шариата със закона „Mehakim-i Şer'iyenin İlgasına ve Mehakim Teşkilatına Ait Ahkamı Muaddil Kanun“.
Приети са Граждански кодекс, изработен по модела на швейцарския граждански кодекс, и Наказателен кодекс, при който за образец служи законодателството на Италия (1924 – 37).

## Реформи в образованието
В Османската образователна система има три основни групи учебни заведения: медресетата, в които по метода на наизустяване се учи Коранът на арабски; училищата идадѝ и султанѝ, създадени по време на реформите на Танзимата и трета група от колежи и училища на чужди езици. След реформите е въведена изцяло нова, единна образователна система, ръководена от държавата.
Законът за единното национално образование (3 март 1924) предвижда първата група да бъде закрита, втората да се развие и обедини с третата под общото ръководство на Министерство на образованието. Една от основните му цели е да прехвърли образованието изяло на светска основа:

### Нова азбука
Съществена част от програмата за модернизация на образованието е приемането на латинската азбука и прочистването на чуждите думи от езика
Писането на турски език в продължение на векове става с турска форма на персийско-арабската писменост, която е подходяща за включените в османския турски език думи от арабския и персийския речник. Докато арабският е богат на съгласни и беден на гласни, турският е негова противоположност и затова тази азбука не е подходяща за изобразяване на турските фонеми. Някои от тях могат да се изразят с четири различни арабски знака, а други изобщо не могат да се предадат. Навлизането на телеграфа и печатарството през 19 век в Турция още повече доказва несъвършенствата на арабската писменост.
Използването на латинска азбука в Турция е било предлагано и преди: през 1862 г. по време на Танзимата, е имало предложение за реформа в азбуката. В началото на 20 век подобни предложения правят писатели, свързани с движението на младотурците. Въпросът е повдигнат отново през 1923 г. по време на първия икономически форум на младата република и дава начало на неколкогодишен публичен дебат.
Съставена е езикова комисия (на турски: Dil Encümeni), която има задачата да адаптира латинската азбука към фонетичните изисквания на турския език. Ататюрк лично се ангажира с работата ѝ и с популяризирането на промяната. Новата азбука е въведена на 1 ноември 1928 г., като езиковата комисия предлага преходен период от пет години, но Ататюрк го скъсява на три месеца.
Въвеждането на новата азбука се оценява от историка-ориенталист Бърнард Люис като „не толкова практичен, колкото педагогичен, социален и културен въпрос и Мустафа Кемал, заставяйки хората да го приемат, захлопва вратата пред миналото и отваря вратата към бъдещето“. Самият Ататюрк е на мнение, че с реформата „ще очистим съзнанието на турците от арабските корени“

### Кампания по ограмотяване
През ноември 1928 г. се предприемат мерки за задължително ограмотяване със специална директива, която задължава всеки труски гражданин между 16 и 30 години да участва в кампанията по ограмотяване Училища за нацията (на турски: Millet mektepleri). Самият Ататюрк се включва активно в кампанията и пътува из страната, за да пропагандира грамотността и новата турска азбука.
Като част от кампанията са открити 20 487 курса, посетени от над 1 милион души, но през първата година само 597 010 получават грамоти за завършване. Кампанията трае три години, но страда от недостатъчно финансиране поради Голямата депресия. В крайна сметка реформата в образованието е успешна, след 3 години около милион и половина души завършват курсовете, а само за 10 години процентът на грамотност нараства от 9 до 33% (при общ брой на населението около 10 милиона).
Реформата по ограмотяване е придружена и с подкрепа за издателския сектор с приемането на нов закон за авторското право и провеждане на обсъждания по въпросите на авторските права, публичното образование и научните публикации.

### Светска учебна програма
Друго направление в образователната реформа е създаването на изцяло светска програма за изучаване на турски език и турска история, започнала с основаването на Турска езикова служба и Турско историческо общество в периода 1931 – 2 г. Езиковите реформи засягат адаптирането на техническия речник, както и опростяването на не-техническия турски език (кодифицирането на народните разговорни диалекти) с обосновката да бъде разбираем за турския народ. Полагат се и системни усилия да се заменят арабските и персийски заемки с тюркски еквиваленти. Така на практика в началото на 20 век е създаден съвременният турски език.
В учебниците по история идеята за абсолютна монархия е заместена от идеологията на либерализма, изучават се трудовете за републиката на Жан-Жак Русо и Монтескьо.

## Икономически реформи
На свикания от кемалистите Икономически конгрес в Измир през февруари 1923 г. е поставена задачата да се премине от манифактурно и занаятчийско производство към големи фабрики и заводи и да се основат нови промишлени отрасли, за които има налични суровини в страната. Провъзгласяването на републиката в Турция заварва една предимно аграрна икономика. Около 81,6 % от турското население е заето в селското стопанство, 5,6 % – в промишлеността, 4,8 % – в търговията и 7 % – в услугите. Делът на селското стопанство в националния доход е 67 %, а на индустрията само 10 %. Голяма част от железопътната инфраструктура е в ръцете на чужденци, същото положение е в минно-добивната промишленост. Функциите на централна банка се изпълняват от Отоманската банка, контролирана от английски и френски капитали. Местната промишленост е представена най-вече от занаятчийски и дребни промишлени производства
В областта на икономиката реформаторите си поставят за цел да обединят страната, да елиминират чуждестранния контрол върху икономиката и да подобрят комуникациите. Вместо Константинопол да е единствен голям международен център и пристанище, ресурсите започват да се насочват към другите градове, за да се подобри баланса на развитие в страната.

### Индустрия
Развитието на индустрията се насърчава от държавата чрез стратегии като заместване на вносните стоки с турски и основаването на държавни предприятия, които да произвеждат машини за земеделието, машиностроителната и текстилната индустрия. Приет е Закон за промишлеността и създаването на промишлени предприятия. Към края на 1920-те в страната има същински бум на предприемачеството. През 1920—1930-те години са създадени 201 акционерни компании с общ капитал от 112,3 милиона лири, в това число 66 компании с чуждестранен капитал (42,9 млн.).
Световната криза от 1929 г. силно удря новата икономика. Това още повече засилва убеждението на Ататюрк за необходимост от държавно регулиране (етатизъм). Правителството сериозно разширява държавния сектор в отраслите на промишлеността и транспорта, а от друга страна отваря пазара за чуждестранни инвестиции.
През 30-те години е приет първият петилетен план по подобие на съветските петилетки (1933 – 37 година). Той е разработен, за да стимулира компаниите да се установят в Анадола и да се увеличава добива на турски суровини. Първите големи компании са заводи за производство на захар и цимент. През 1928 г. правителството започва да строи мощни електростанции, за да осигури необходимата електроенергия на новите производства. В цялата страна се строят леярни, стоманолеярни, керамични и химически заводи, започва производство на хартия. През 30-те Турция се нарежда на трето място в света по темповете на промишлено развитие..

#### Национализация
Друг важен фактор за индустриализацията е развитието на национална железопътна мрежа. Наличните железни пътища са национализирани. През май 1927 г. е основана Турската държавна железопътна компания, която поема контрола над Анадолската и Транскавказката железници в границите на Турция. За кратко време железопътната мрежа се разширява значително, а успоредно с това започва и развитието на шосейна мрежа. През 1935 пътищата са отделени и предадени на правителствената служба „Sose ve Kopruler Reisligi“ която се грижи за тях до Втората световна война. Към 1937 в Турция са построени 22 000 km пътища.
Важен селскостопански продукт е тютюнът, макар че монополът върху отглеждането и обработката му според условията на капитулация на Османската империя е предаден на две френски компании: „Regie Company“ „Narquileh tobacco.“ Техен съответно е и контролът върху цените и турските фермери зависят в поминъка си изцяло от французите. През 1925 г. компаниите са национализирани от държавата и новата компания приема името „Tekel“.

### Селско стопанство

#### Поземлена реформа
До края на Османската империя селяните не притежават пълни права на владение върху обработваемата земя и тя остава собственост на крупните земевладелци. Реформите на кемалистите в селското стопанство протичат от средата на 30-те до средата на 40-те години. Те са едни от най-бавните поради съпротивата срещу опитите да се реформират вековните феодални отношения и продължават дори след смъртта на Мустафа Кемал. Държавата разпределя национализираните земи на вакъфите и земите на прогонените от Турция християни. Отменен е старият селскостопански данък ашар и се насърчават частната инициатива и създаването на селскостопански кооперативи. През двадесетте години правителството активно насърчава използването на селскостопански машини и ако през 1925 г. в цяла Турция има 20 трактора, то през 1953 г. те са 34 000. За подобряване на напояването са построени напоителни съоръжения а за облекчаване на транспорта са намалени тарифите за превоз на земеделски товари.
Поземлената реформа е закрепена със закон едва през 1945 г. и се сблъсква с големи трудности поради неточни формулировки или неправилни интерпретации. Често хората просто не разбират същността на реформите, а чиновниците неправилно прилагат някои разпоредби. Вследствие на това преминаването на собствеността на земята в ръцете на селяните се забавя, макар че унищожаването на следите от феодалната система е постигнато сравнително бързо.

#### Образцови стопанства
През 1924 г. е създадено Министерство на храните, земеделието и животновъдството. То се заема със създаването на образцови стопанства и чифлици, в които турците да видят на практика как трябва да се организира модерното селско стопанство. Един от тях се намира близо до Анкара и в днешно време е превърнат в публичен парк Atatürk Forest Farm and Zoo.

### Финанси

#### Банкова система
Първата банка с изцяло турски капитал е Деловата банка, Ишбанк (İş Bankası), основана през 1924 г. в отговор на необходимостта от национално финансиране, което да подкрепи икономическите реформи. Тази банка придобива голям дял от акциите на турската телефонна компания, построява голям хотел в Анкара, предоставя кредити на търговци на текстил. По-късно се създават и други банки като Sümerbank (1932) и Etibank (1935).
На 29 октомври 1923 г. старите османски лири, въведени през 1844 г., са извадени от обращение. Установено е твърдо съотношение на лирата и куруша по курс 1 лира за 100 куруша, а действалите по-рано съотношения по количество злато и сребро са отменени.
За поддържане на курса на турската лира и за търговия с валута през март 1930 г. е учреден временен консорциум, в който влизат всички големи национални и международни банки, действащи в Турция, както и министерството на финансите. По-късно на консорциума е предоставено правото да емитира национална валута. През 1930 г. Националното събрание създава със специален закон Централната банка на Турция (на турски: Türkiye Cumhuriyet Merkez Bankası, TCMB), която започва да функционира на практика през октомври 1931 г. Нейна основна задача е да контролира обменния курс на националната валута. С началото на дейността на новата банка консорциумът е разпуснат, а правото на емисия преминава към Централната банка. По този начин Отоманската банка, основана през 19 век и контролирана от чужденци, престава да доминира турската финансова система. С цел увеличаване на държавния контрол в рамките на националистическата политика чужденците са лишени от право да работят в банки.